# Уоллингфордский договор
Уоллингфордский договор (англ. Treaty of Wallingford; 25 декабря 1153 года) — соглашение между английским королём Стефаном Блуаским и герцогом Нормандии Генрихом II Плантагенетом, завершившее гражданскую войну в Англии 1135—1154 годов. В соответствии с договором, наследником Стефана на английском престоле был признан Генрих II, который и был в 1154 году коронован королём Англии, основав тем самым династию Плантагенетов. В связи с тем, что ратификация договора произошла в Вестминстере, в английской историографии это соглашение иногда называется «Вестминстерский договор» (англ. Treaty of Westminster).

## Предыстория

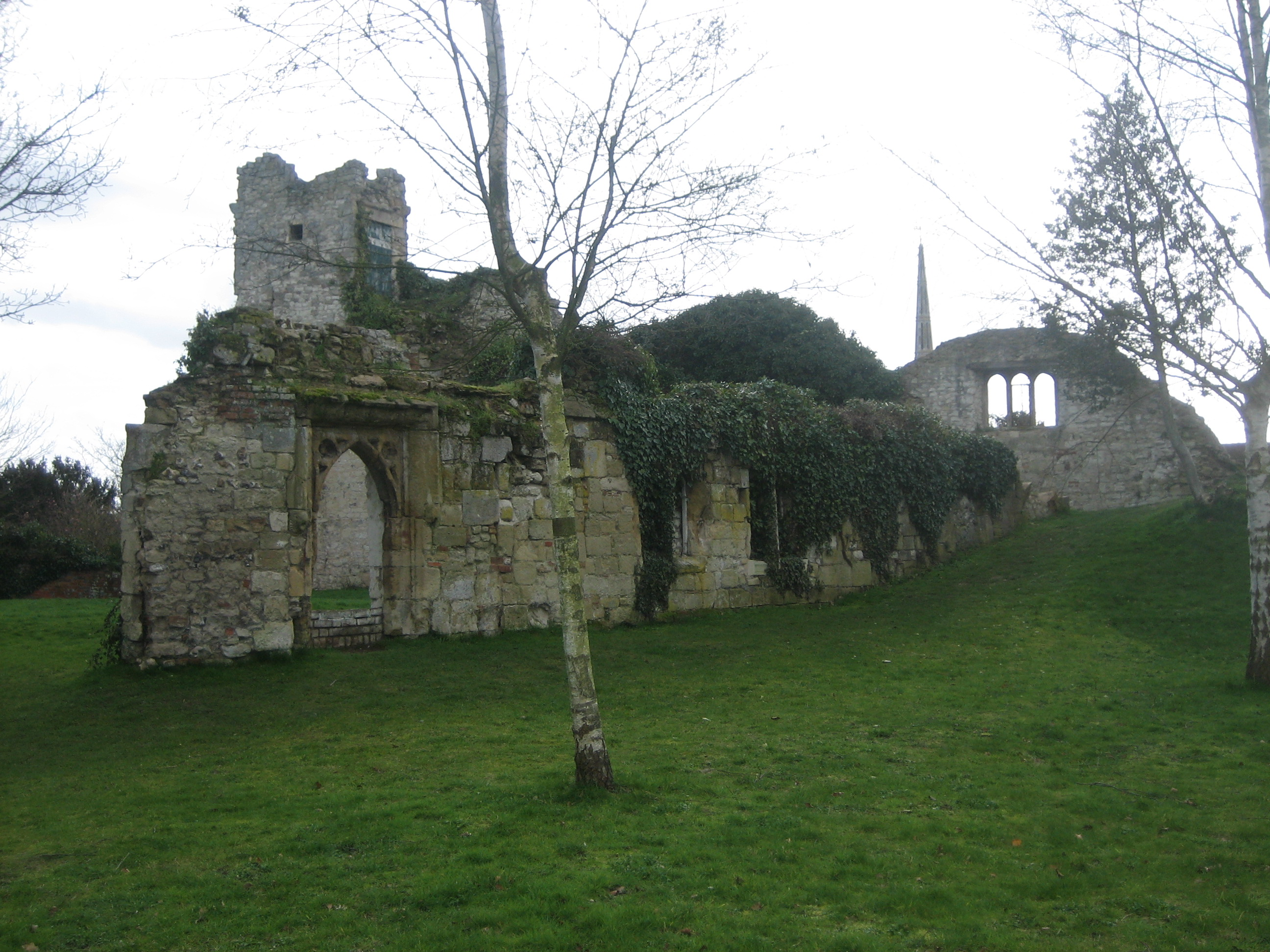
Руины Уоллингфордского замка

Гражданская война в Англии между сторонниками короля Стефана и императрицы Матильды продолжалась с переменным успехом почти двадцать лет, когда в январе 1153 года на английском побережье высадился Генрих Плантагенет, сын Матильды, герцог Нормандии и граф Анжуйский. Ему удалось овладеть западной частью Англии, взять Ковентри, Уорик и Лестер. Король Стефан тем временем осадил Уоллингфорд — главную базу своих противников в долине Темзы. Армия Генриха направилась на помощь осаждённому городу. Подойдя у Уоллингфорду с другого берега Темзы, войска анжуйцев расположились напротив королевской армии. Стефан, вероятно, планировал дать решающее сражение, однако его бароны, уставшие от длительной гражданской войны и хаоса, убедили короля пойти на переговоры. Между Генрихом и Стефаном было заключено перемирие. Генрих вернулся в Среднюю Англию, а 31 августа его войска взяли Стамфорд, что стало последней военной операцией гражданской войны.
Решительным противником заключения какого-либо соглашения с Генрихом выступил старший сын Стефана Евстахий Булонский, надеявшийся унаследовать английский престол после смерти отца. Когда ему не удалось убедить Стефана отказаться от переговоров, Евстахий покинул королевский двор и направился в Восточную Англию, где начал грабить земли аббатства Бери-Сент-Эдмендс. Но неожиданно в августе 1153 года Евстахий скончался, возможно от отравления. Примерно в то же время умер и Симон II де Санлис, граф Нортгемптон, такой же яростный противник компромисса с анжуйцами. К концу 1153 года с английской политической сцены сошли практически все непримиримые лидеры обоих политических группировок: скончались шотландский король Давид I, королева Матильда Булонская, Роберт, граф Глостер, Роджер де Бомон, граф Уорик, Ранульф де Жернон, граф Честер. Сам король Стефан, сломленный смертью сына Евстахия и уставший от двух десятилетий гражданской войны, в которой ему так и не удалось одержать верх, начал склоняться к примирению со своими противниками. Младший сын короля — Вильгельм Блуаский — практически не принимал участие в войне и был хорошо обеспечен благодаря браку с наследницей владений графов де Варенн.
Переговоры об условиях прекращения войны велись под руководством двух ведущих церковных деятелей Англии — Генриха де Блуа, епископ Винчестера, и Теобальда, архиепископа Кентерберийского. Их совместные усилия увенчались успехом. 6 ноября Генрих Плантагенет прибыл в Винчестер для окончательного согласования условий соглашения. Наконец 25 декабря 1153 года в Вестминстерском аббатстве договор был подписан обеими сторонами — королём Стефаном и герцогом Генрихом, в присутствии четырнадцати епископов, одиннадцати графов и большого скопления прочих английских, нормандских и анжуйских аристократов: Теобальд архиепископ Кентерберийский; Генрих Блуасский, епископ Уинчестера; Роберт Экстерский, епископ Бата; Джоселин де Богун, епископ Солсбери; Роберт де Чесни, епископ Линкольна; Хиларий, епископ Чичестера; Уильям, епископ Норидж; Ричард, епископ  Лондона, Найджел, епископ Или, Гилберт епископ Херефорда; Джон, епископ Вустерский, Уолтер, епископ Честерский; Уолтер еписко Рочестера; Гальфрид Монмутский епископ Сент-Асафа; Роберт приор Бермондси; тамплиер Отон; Уильям, граф Чичестер; Роберт, граф Лестер; Уильям, граф Глостер, Реджинальд, граф Корнуолл; Роджер, граф Херефорд; Гуго Биго, граф Норфолк; Патрик, граф Солсбери; Вильгельм, граф Омальский; граф Альберик; Роджер де Клер, граф Хартфорд; Ричард де Клер, граф Пембрук; Ричард де Люси; Уильям Мартелл;  Реджинальд де Варенн;  Джон де Порт; Ричард Камвильский; Генрих Эссексий.

## Условия договора
В соответствии с условиями Уоллингфордского договора, король Стефан сохранял английскую корону до своей смерти, а его наследником был объявлен Генрих Плантагенет, который после кончины Стефана должен был быть коронован королём Англии. За Генрихом также подтверждалось владение Нормандией. Английские бароны должны были принести оммаж и клятву верности как Стефану, так и Генриху. Предусматривалось также сохранение за баронами их земель и титулов, полученных в годы гражданской войны, однако незаконно захваченные владения должны были быть возвращены, а самовольно возведённые замки разрушены (по некоторым оценкам, это касалось 1115 замков и крепостей, построенных баронами в период хаоса). Договором гарантировалось сохранение прав и свобод английской церкви, восстановление законности и справедливости в судебной системе графств, а также запрещалась чеканка баронами собственной монеты. Солдатам предписывалось «превратить свои шпаги в плуги, а свои копья в кирки».
Особые гарантии устанавливались для сына короля Стефана Вильгельма Блуаского. После смерти Стефана, Генрих должен был обеспечить сохранение за Вильгельмом бывших владений его отца в Англии и Нормандии (графство Мортен, владения Ланкастер, Ай и земли Булонского дома), а также земель графов де Варенн в Суссексе и других графствах Англии, которые перешли по наследству к супруге Вильгельма.

## Значение
В начале 1154 года графы и бароны Англии в Оксфорде принесли клятву верности королю Стефану и герцогу Генриху и признали последнего наследником английской короны. Почти двадцатилетний период гражданской войны в Англии был завершён. Начался процесс восстановления королевской администрации, сноса баронских замков и ликвидации других последствий феодальной хаоса. 25 октября 1154 года в Дувре скончался король Стефан Блуаский. Уже 19 декабря 1154 года без сколь-либо значительного сопротивления баронов Генрих Плантагенет был коронован королём Англии. Это означало основание новой династии на английском престоле — династии Плантагенетов, и начало новой эпохи в истории страны — эпохи «Анжуйской империи».